# Riccardo Zappa
Riccardo Zappa (Forlì, 9 ottobre 1951) è un chitarrista italiano.

## Biografia
Allievo di Miguel Ablóniz, nel corso della sua carriera ha sperimentato miscele sonore basate sul connubio fra la chitarra (principalmente a dodici corde) e vari strumenti elettronici svariando dalla musica classica, alla composizioni proprie e alla rielaborazione di celebri brani moderni.
Il suo debutto nel mondo musicale, comunque, è legato alla sua attività di compositore e alla musica della canzone Le ciliegie, incisa nel 1969 dall'allora giovanissima Fiorella Mannoia.
Ha all'attivo venti album come solista; il primo, del 1974, realizzato in coppia con lo scrittore-regista Klaus Aulehla, autore dei testi e voce, è stato pubblicato dalla PDU, la casa discografica di proprietà di Mina, con la partecipazione di Pino Presti in qualità di arrangiatore, bassista e direttore artistico.
Nel 1985 compone alcuni brani per la colonna sonora del film Piccoli fuochi. Partecipa a centoquindici concerti con Eros Ramazzotti.
Ha collaborato con Antonello Venditti (che canta in Ouverture, contenuta nell'album Trasparenze), Eugenio Finardi, Fiorella Mannoia, Mia Martini, Mina, Giorgio Gaber, Gino Paoli.
Nel settembre 2000 ha rappresentato l'Italia in una manifestazione, avvenuta nell'antica Babilonia - Nāṣiriya - presso il tempio di Nabucodonosor, evento che ha raccolto Artisti provenienti da cinquantasei paesi.

## Discografia
- 1974 - Aulehla & Zappa (LP, PDU)
- 1977 - Celestion (LP, Divergo)
- 1978 - Chatka (LP, Divergo)
- 1980 - Trasparenze (LP, DDD)
- 1982 - Haermea (LP, DDD)
- 1983 - Riccardo Zappa (LP, DDD)
- 1984 - Raccolta (LP, DDD)
- 1985 - Minuti (LP, DDD)
- 1986 - Prenditi tempo (LP, DDD)
- 1990 - Antakarana Swami (LP, DDD)
- 1991 - Santo & Zappa (LP, DDD)
- 1993 - Fondali (LP, Collana Strumento / DDD)
- 1994 - Dal vivo (CD, DDD)
- 1996 - Definire significa limitare (CD, Lengi Music)
- 1997 - Riccardo Zappa Interpreta J.S.Bach
- 2000 - Ikebana
- 2000 - Patchouly & Vetyver (CD, Re Sol)
- 2002 - Thesaurus Harmonicus (CD, Re Sol)
- 2004 - Il Coautore...ed altre rarità
- 2007 - Ali e Radici
- 2007 - Riccardo Zappa Plays Eros Ramazzotti
- 2011 - Zapateria Audiolibro autobiografico
- 2015 - C'è bisogno di grano
- 2024 - "Gabri flies to Italy"